# 適応共鳴理論
適応共鳴理論 (Adaptive resonance theory: ART) は、ステファン・グロスバーグとゲイル・カーペンターによって提唱された、脳が情報を処理する仕組みに関する理論である。この理論は、教師あり学習および教師なし学習を用いた複数の人工ニューラルネットワークモデルによって記述されており、パターン認識や予測といった問題に適用する。
ARTモデルの直感的なコンセプトは、視覚オブジェクト認識における物体の同定および認識が、「トップダウン」の観察者の期待と「ボトムアップ」の感覚情報の相互作用の結果として生じる、というものである。ニューラルネットワークモデルでは、「トップダウン」の期待は記憶テンプレートやプロトタイプとして表現され、「ボトムアップ」の感覚である検出された実際の特徴と比較される。この比較によりカテゴリの帰属度が生じる。この期待と感覚の差が所定の閾値（警戒パラメータ）を超えない限り、感知された対象は期待されるクラスに属すると見なされる。この仕組みにより継続学習に見られる「可塑性と安定性」の問題、すなわち新しい知識の習得が既存の知識を妨げるという問題（破滅的忘却）の解決に取り組む。

## 学習モデル

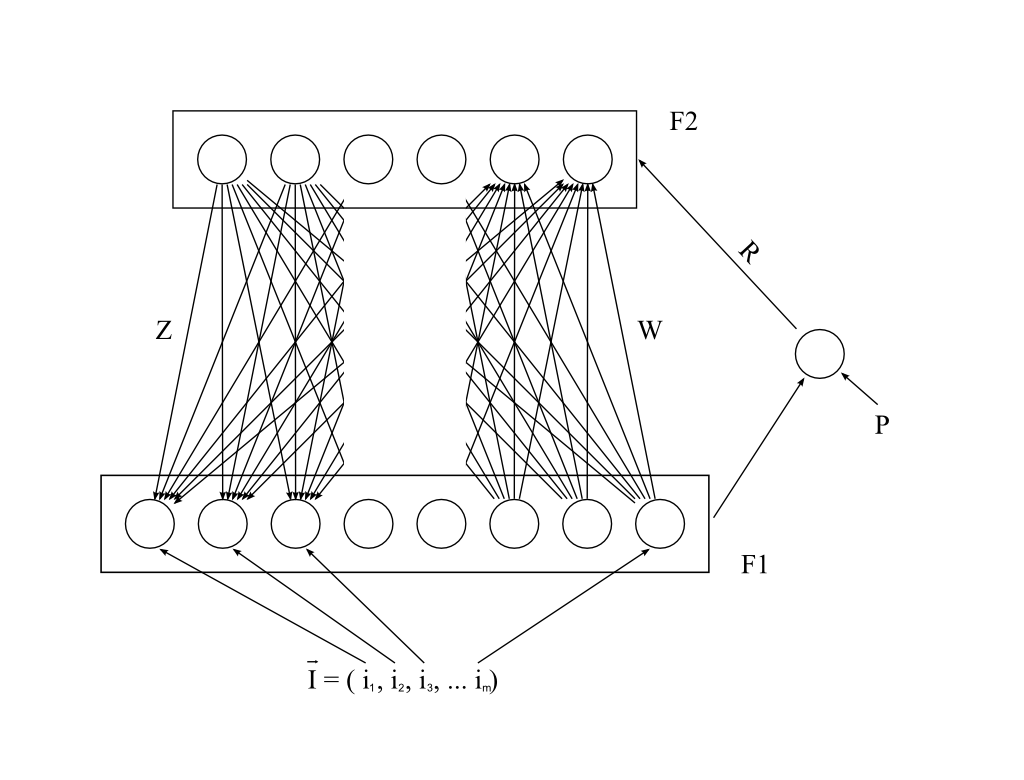
基本的なARTの構造

基本的なARTシステムは教師なし学習モデルである。通常は、比較層と認識層（それぞれ人工ニューロンから構成される）、警戒パラメータ（認識の閾値）、およびリセットモジュールから構成される。
- 比較層は入力ベクトル（一次元配列）を受け取り、それを認識層で最もよく一致するニューロンへ転送する。
  - 最も一致するニューロンとは、重みベクトルが入力ベクトルに最も近いニューロンである。

- 各認識層のニューロンは、他のすべての認識層ニューロンに負の信号（そのニューロンの一致度に比例）を出力し、出力を抑制する。
  - この仕組みにより、認識層は側抑制を示し、それぞれのニューロンが入力ベクトルの分類カテゴリを表現できるようになる。

- 入力ベクトルが分類された後、リセットモジュールはその一致度と警戒パラメータを比較する。
  - 一致度が警戒パラメータを超える場合（すなわち入力ベクトルが以前の入力と似ている範囲内である場合）、学習が開始される。
    - 勝利した認識ニューロンの重みは入力ベクトルの特徴に向かって調整される。

  - 一致度が警戒パラメータを下回る場合（ニューロンにとって想定外の入力である場合）、勝利したニューロンは抑制され、探索プロセスが開始される。
    - この探索では、リセット機構によって認識ニューロンが1つずつ無効化され、警戒パラメータを満たす一致が得られるまで繰り返される。
      - 各サイクルにおいて、最も活性の高い認識ニューロンが選ばれ、その活性が閾値未満であれば無効化され、他のニューロンの抑制が解除される。

  - いずれの既存ニューロンでも警戒パラメータを満たせない場合は、新たなニューロンが活性化され、その重みは入力ベクトルに合わせて調整される。
- 警戒パラメータはシステムの動作に大きな影響を与える。値を高く設定すると記憶は詳細になり（細かく分かれた多数のカテゴリ）、低く設定すると記憶は一般化される（少数で広範なカテゴリ）。

## 訓練
ARTベースのニューラルネットワークには「高速学習」と「低速学習」の2種類の訓練法が存在する。低速学習では、認識ニューロンの重みの調整量が微分方程式によって連続的に計算され、入力ベクトルの提示時間に依存する。一方、高速学習では代数方程式により重みの調整を計算し、2値（バイナリ）を用いる。高速学習は多くのタスクに対して効率的だが、生物学的妥当性を考慮する場合や連続時間ネットワークでは低速学習が望ましい。

## 種類
- ART 1[1][2]：最も基本的なARTモデルで、2値入力のみに対応する。

- ART 2[3]：連続値入力にも対応する。

- ART 2-A[4]：ART 2を簡略化し、実行速度が大幅に向上。

- ART 3[5]：神経伝達物質を模倣することで、生理学的に現実味のあるパターン認識を実現する。

- ARTMAP（予測ART）[6]：ART 1またはART 2ユニットを2つ組み合わせて教師あり学習を実現する。

- ファジィART[7]：ARTにファジィ論理を導入し、汎化性能を高めた。

- ファジィARTMAP[8]：ファジィARTを用いたARTMAPで、分類性能を向上させる。

- 簡易ファジィARTMAP（SFAM）[9]：分類問題に特化した簡略化モデル。

- ガウスART／ガウスARTMAP[10]：ガウス分布と確率論を用いたモデル。ファジィARTよりノイズに強い。

- Fusion ART[11][12][13]：複数のパターンチャネルに対応し、教師あり・なし・強化学習をサポートする。

- TopoART[14]：ファジィARTとトポロジ学習ネットワークを統合し、ノイズ削減機構も導入する。

- ハイパースフィアART／ARTMAP[15]：L2ノルムを用いたモデルで、入力の正規化を必要としない。

- LAPART[16]：2つのファジィARTを結合し、学習された関係に基づく予測が可能なモデル。